# João T'Serklaes von Tilly
João T'Serklaes, conde de Tilly (em neerlandês: Johan 't Serclaes) (fevereiro de 1559 - 30 de abril de 1632), conhecido como o “Monge em Armadura”, foi um General (Marechal-de-campo), que comandou o exército Imperial durante a primeira metade da Guerra dos Trinta Anos. Ele obteve uma sequência de vitórias importantes contra o boêmios, alemães e, posteriormente, dinamarqueses, até 1629. Mas em seguida, após permitir o saque de Magdeburgo, foi derrotado na Batalha de Breitenfeld por forças lideradas por Gustavo Adolfo, Rei da Suécia. No ano seguinte, ao tentar impedir a invasão da Baviera pelos suecos, morreu por tétano, em consequência do grave ferimento sofrido na Batalha de Rain.